# Short track na Zimowej Uniwersjadzie 2011
Short track na Zimowej Uniwersjadzie 2011 odbył się w dniach 28 – 30 stycznia 2011. Zawodnicy rywalizowali w ośmiu konkurencjach - czterech męskich i czterech żeńskich. Zwycięzcami klasyfikacji medalowej zostali reprezentanci Korei Południowej.

## Medaliści

### Kobiety
| Data             | Godzina     | Miejscowość | Konkurencja     | Złoto            | Srebro          | Brąz          |        |
| 28 stycznia 2011 | 16:10 UTC+3 | Erzurum     | Bieg na 1500 m  | Lee Eun-byul     | Jung Ba-ra      | Li Jianrou    | Wyniki |
| 29 stycznia 2011 | 17:00 UTC+3 | Erzurum     | Bieg na 500 m   | Kong Xue         | Valerie Lambert | Lee Eun-byul  | Wyniki |
| 30 stycznia 2011 | 16:40 UTC+3 | Erzurum     | Bieg na 1000 m  | Lee Eun-byul     | Kim Min-jung    | Marie Yoshida | Wyniki |
| 30 stycznia 2011 | 17:33 UTC+3 | Erzurum     | Sztafeta 3000 m | Korea Południowa | Chiny           | Węgry         | Wyniki |

### Mężczyźni
| Data             | Godzina     | Miejscowość | Konkurencja     | Złoto             | Srebro         | Brąz          |        |
| 28 stycznia 2011 | 16:15 UTC+3 | Erzurum     | Bieg na 1500 m  | Kim Hwan-ee       | Kim Tae-hoon   | Kim Seoung-il | Wyniki |
| 29 stycznia 2011 | 17:05 UTC+3 | Erzurum     | Bieg na 500 m   | Thibaut Fauconnet | Liam McFarlane | Gao Ming      | Wyniki |
| 30 stycznia 2011 | 16:44 UTC+3 | Erzurum     | Bieg na 1000 m  | Kim Tae-hoon      | Sui Baoku      | Kim Seoung-il | Wyniki |
| 30 stycznia 2011 | 17:41 UTC+3 | Erzurum     | Sztafeta 5000 m | Chiny             | Kanada         | Francja       | Wyniki |

### Klasyfikacja medalowa
| Klasyfikacja medalowa |                  |       |        |      |       |
| Lp.                   | Państwo          | złoto | srebro | brąz | razem |
| 1                     | Korea Południowa | 5     | 3      | 3    | 11    |
| 2                     | Chiny            | 2     | 2      | 2    | 6     |
| 3                     | Francja          | 1     | -      | 1    | 2     |
| 4                     | Kanada           | -     | 3      | -    | 3     |
| 5                     | Japonia          | -     | -      | 1    | 1     |
| 5                     | Węgry            | -     | -      | 1    | 1     |

## Wyniki

### Kobiety

#### 500 m
| Lp. | Zawodniczka     | Narodowość       | Czas   |
| --- | --------------- | ---------------- | ------ |
| 1.  | Kong Xue        | Chiny            | 45.054 |
| 2.  | Valerie Lambert | Kanada           | 45.416 |
| 3.  | Lee Eun-byul    | Korea Południowa | 59.793 |
| 4.  | Li Jianrou      | Chiny            | DSQ    |

#### 1000 m
| Lp. | Zawodniczka   | Narodowość       | Czas     |
| --- | ------------- | ---------------- | -------- |
| 1.  | Lee Eun-byul  | Korea Południowa | 1:33.388 |
| 2.  | Kim Min-jung  | Korea Południowa | 1:33.149 |
| 3.  | Marie Yoshida | Japonia          | 1:33.734 |
| 4.  | Liu Yang      | Chiny            | 1:35.170 |
| 5.  | Kong Xue      | Chiny            | 2:14.871 |

#### 1500 m
| Lp. | Zawodniczka  | Narodowość       | Czas     |
| --- | ------------ | ---------------- | -------- |
| 1.  | Lee Eun-byul | Korea Południowa | 2:43.677 |
| 2.  | Jung Ba-ra   | Korea Południowa | 2:43.985 |
| 3.  | Li Jianrou   | Chiny            | 2:44.078 |
| 4.  | Kim Min-jung | Korea Południowa | 2:44.205 |

#### Sztafeta 3000 m
| Lp. | Kraj                                                                         | Czas     |
| --- | ---------------------------------------------------------------------------- | -------- |
| 1.  | Korea Południowa · Jeon Ji-soo, Jung Ba-ra, Kim Min-jung, Lee Eun-byul       | 4:18.097 |
| 2.  | Chiny · Jin Jingzhu, Kong Xue, Li Jianrou, Liu Yang                          | 4:19.136 |
| 3.  | Węgry · Bernadett Heidum, Erika Huszar, Andrea Keszler, Szandra Lajtos       | 4:19.529 |
| 4.  | Kanada · Sabrina Bourgela, Andrea Do-Duc, Valerie Lambert, Gabrielle Waddell | 4:22.728 |

### Mężczyźni

#### 500 m
| Lp. | Zawodnik          | Narodowość | Czas   |
| --- | ----------------- | ---------- | ------ |
| 1.  | Thibaut Fauconnet | Francja    | 41.544 |
| 2.  | Liam McFarlane    | Kanada     | 41.562 |
| 3.  | Gao Ming          | Chiny      | 41.944 |
| 4.  | Liu Songbo        | Chiny      | 41.664 |

#### 1000 m
| Lp. | Zawodnik      | Narodowość       | Czas     |
| --- | ------------- | ---------------- | -------- |
| 1.  | Kim Tae-hoon  | Korea Południowa | 1:32.425 |
| 2.  | Sui Baoku     | Chiny            | 1:32.672 |
| 3.  | Kim Seoung-il | Korea Południowa | 1:32.720 |
| 4.  | Kim Chan-uk   | Korea Południowa | 1:33.004 |

#### 1500 m
| Lp. | Zawodnik           | Narodowość       | Czas     |
| --- | ------------------ | ---------------- | -------- |
| 1.  | Kim Hwan-ee        | Korea Południowa | 2:24.046 |
| 2.  | Kim Tae-hoon       | Korea Południowa | 2:24.169 |
| 3.  | Kim Seoung-Il      | Korea Południowa | 2:24.419 |
| 4.  | Maxime Chataignier | Francja          | 2:24.643 |

#### Sztafeta 5000 m
| Lp. | Kraj                                                                                      | Czas     |
| --- | ----------------------------------------------------------------------------------------- | -------- |
| 1.  | Chiny · Liu Songbo, Sui Baoku, Xu Peng, Yang Fei                                          | 7:05.813 |
| 2.  | Kanada · Gabriel Chaisson-Poirier, Vincent Cournoyer, Pier-Olivier Gagnon, Liam McFarlane | 7:06.359 |
| 3.  | Francja · Maxime Chataignier, Thibaut Fauconnet, Vincent Jeanne, Jeremy Masson            | 7:06.469 |
| 4.  | Korea Południowa · Kim Chan-uk, Kim Seoung-il, Kim Tae-hoon, Lee Sung-hoon                | 7:14.352 |